# Abiphis
Abiphis is een geslacht van kevers uit de familie  
kniptorren (Elateridae).
Het geslacht is voor het eerst wetenschappelijk beschreven in 1926 door Fleutiaux.

## Soorten
Het geslacht omvat de volgende soorten:
- Abiphis candezei (Alluaud, 1896)
- Abiphis controversa Karsch
- Abiphis fairmairei (Fleutiaux, 1903)
- Abiphis insignis Klug, 1832
- Abiphis nobilis (Illiger, 1800)